# 德明 (新墨西哥州)
德明（Deming）位于美国新墨西哥州西南部，是卢纳县的县治。
根据2000年美国人口普查，共有14,116人，其中白人占69.66%、土著美国人占1.37%、亚裔美国人占1.23%。